# Тотожність Роя
Тотожність Роя (названо на честь французького економіста Рене Роя) — в мікроекономіці (теорії споживання) — зв'язок функції попиту (маршаллівський попит) і непрямої функції корисності.

## Формулювання
Нехай {\displaystyle \nu (p,R)} — непряма функція корисності, де {\displaystyle p} — вектор цін на блага, а {\displaystyle R} — дохід споживача. Тоді
{\displaystyle x(p,R)=-{\frac {\partial \nu (p,R)}{\partial p}}/{\frac {\partial \nu (p,R)}{\partial R}}}